# Reuben Goodstein
Reuben Louis Goodstein (* 15. Dezember 1912 in London; † 8. März 1985 in Leicester) war ein britischer Mathematiker, der sich insbesondere mit mathematischer Logik und Philosophie und Grundlagen der Mathematik beschäftigte.

## Leben
Goodstein ging auf die St. Paul’s School in London, wo er einen Mathematikpreis und ein Stipendium gewann. Ab 1931 studierte er Mathematik an der Universität Cambridge (Magdalene College), wo er 1933 seinen Abschluss machte (mit einer Spezialisierung in Analysis) und danach unter John Edensor Littlewood über transfinite Kardinalzahlen forschte. 1934/35 war er einer der Studenten, die Ludwig Wittgensteins Vorlesungen (Blue Book) ausarbeiten durften. 1935 erhielt er seinen Master-Abschluss und unterrichtete an der University of Reading, an der er insbesondere während des Zweiten Weltkriegs einen erheblichen Teil der Mathematischen Lehre übernahm. 1946 promovierte er an der Universität London und wurde 1948 Professor am University College in Leicester, wo er bis zu seiner Emeritierung 1977 blieb. 1966 bis 1969 war er Vizekanzler der Universität.
Goodstein ist heute vor allem für die Goodstein-Folge bekannt (1944). Ein zugehöriger Satz lässt sich in der Peano-Arithmetik formulieren, aber nicht in ihr beweisen, wie Jeff Paris und Laurie Kirby zeigten. Er beschäftigte sich mit rekursiver Arithmetik und finitistischer Grundlegung der Mathematik und verfeinerte 1954 die Logik-freie Formulierung der von Skolem begründeten primitiv-rekursiven Arithmetik (zuerst gezeigt von Haskell Curry 1941). Neben mathematischer Logik (in der er den ersten Lehrstuhl in Großbritannien hatte) und Philosophie der Mathematik sowie Analysis war er auch sehr an Didaktik der Mathematik interessiert. 1956 bis 1962 war er Herausgeber der Mathematical Gazette.
1962 hielt er einen Vortrag auf dem Internationalen Mathematikerkongress in Stockholm (A recursive lattice).
Zu seinen Schülern zählt Martin Löb.

## Schriften
- Fundamental concepts of mathematics, Pergamon Press, 1962, 2. Auflage 1979
- Essays in the philosophy of mathematics, Leicester University Press 1965
- Recursive Analysis, North Holland 1961, Dover 2010
- Mathematical Logic, Leicester University Press 1957
- Development of mathematical logic, London, Logos Press 1971
- Complex functions, McGraw Hill 1965
- Boolean Algebra, Pergamon Press 1963, Dover 2007
- Recursive number theory – a development of recursive arithmetic in a logic-free equation calculus, North Holland 1957
- Constructive formalism – essays on the foundations of mathematics, Leicester University College 1951
- mit E. J. F. Primrose: Axiomatic projective geometry, Leicester University College 1953